# Société nationale des constructions aéronautiques du Centre
La Société nationale des constructions aéronautiques du Centre (SNCAC) est une société française née de la nationalisation en 1936 des constructeurs d’avions. Elle fut constituée par le regroupement des usines Hanriot de Bourges et Arcueil, Farman de Boulogne-Billancourt et en 1945 celle de Loire-Nieuport d’Issy-les-Moulineaux.
Jugée de taille insuffisante, elle sera intégrée à la SNCAN en juin 1949.

## Historique
Au milieu des années 1930, alors que l'Allemagne a entamé son réarmement depuis le début de la décennie, la France est à la traîne. Son aviation ne peut rivaliser avec l'aviation allemande. Une politique de prototypes avait été initiée en France mais les appareils produits ne répondaient pas aux cahiers des charges ambitieux émis par les Services officiels ou ne pouvaient pas être produits en série assez rapidement. Si bien que ceux-ci étaient déjà obsolètes en entrant en service. Ainsi quand le Front populaire arrive au pouvoir en mai 1936, il décide de nationaliser les deux-tiers de l'industrie aéronautique dans le but de pallier le manque de productivité des constructeurs de l'époque et de rationaliser la production. Ainsi par la loi de nationalisation du 11 août 1936, le gouvernement français réunit les usines et bureaux d'études des plusieurs entreprises privées au sein de six entreprises d'État (SNCASO, SNCASE, SNCAC, SNCAN, SNCAO, SNCAM),. Créées sous le statut de sociétés anonymes d'économie mixte dont l'État détient deux tiers des actions, elles sont dirigées par un conseil d'administration dont tous les membres sont désignés par l'État et dont le président est Henri de l'Escaille.

## Réalisations

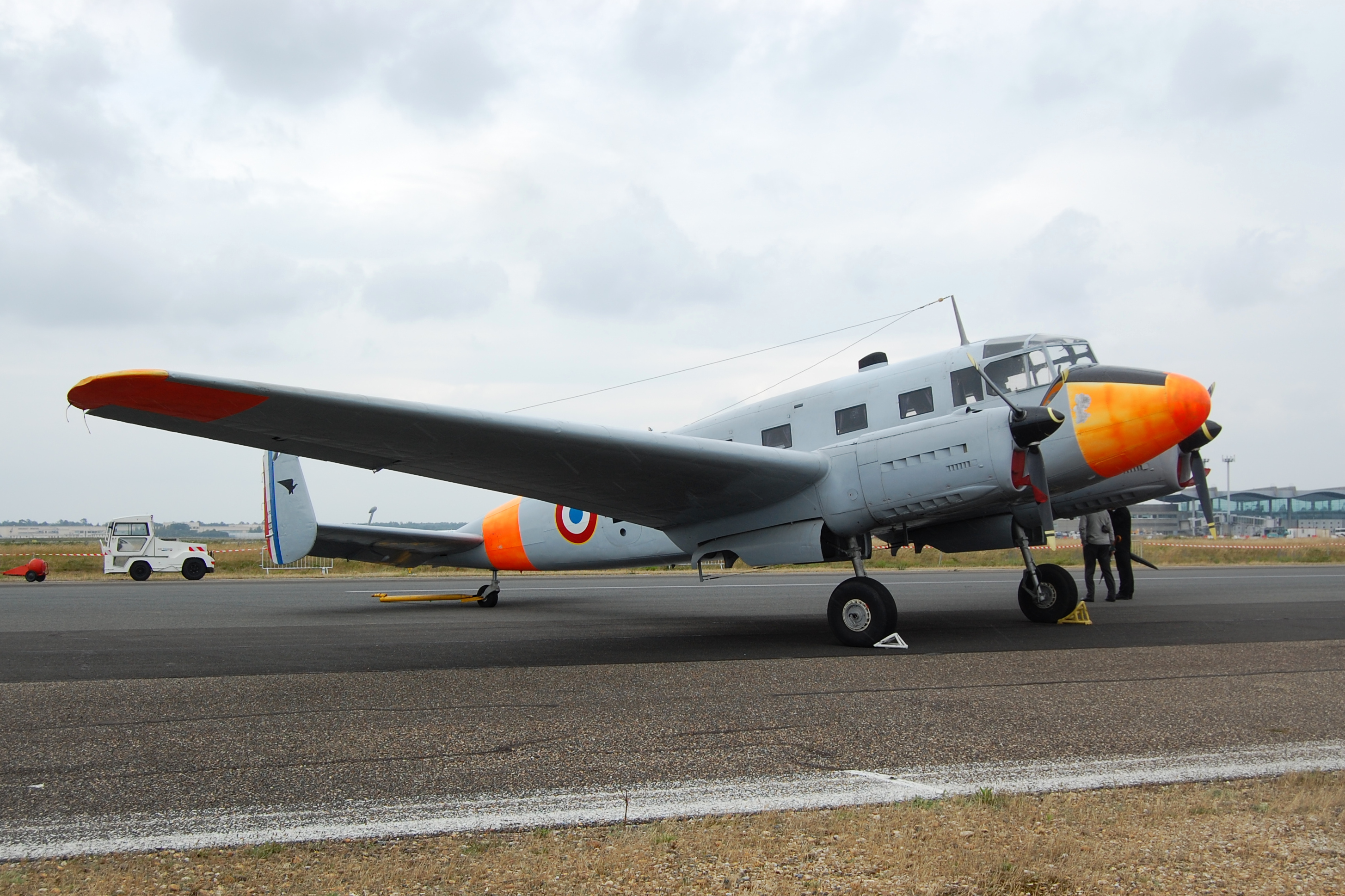
Le SNCAC N-702, une des versions du SNCAC NC.700.

- NC.150 : tri-moteur bombardier de haute-altitude
- NC.211 Cormoran : quadrimoteur de transport
- NC.223 (1938) : quadrimoteur militaire (ex Farman)
- NC.270 : projet de bombardier biréacteur
- NC.410 (1939) : hydravion militaire (ex Farman)
- NC.470 : hydravion militaire (ex Farman)
- NC.600 (1940) : avion de chasse
- NC.701 Martinet (1946) : bimoteur de transport Siebel 204 re-motorisé.
- NC.840 Chardonneret (1947) : avion de tourisme
- NC.850 (1947) : avion de tourisme
- NC.856 : avion de reconnaissance pour l'Armée de terre
- NC.900 (1945) : 70 Focke-Wulf Fw 190 A-5 et A-8 complétés à partir des pièces abandonnées par les Allemands après leur départ de l'usine souterraine de Cravant (Yonne).
- NC.1070 : projet de bombardier bimoteur embarqué
- NC.1072 : projet de chasseur lourd à réaction
- NC.1080 : chasseur embarqué
- NC.2001 (1949) : hélicoptère.
- NC.3021 Belphégor (en)